# Вейине (Швенчёнский район)
Вейине (лит. Vėjinė) — село в восточной части Литвы. Входит в состав Швенченеляйского староства Швянчёнского района. По данным переписи Литвы 2011 года, население Вейине составляло 2 человека.

## География
Село расположено в северной части района. Находится в 13 километрах к северо-западу от Швянчёниса и в 4 километрах к северо-востоку от Швенчёнеляя. Ближайший населённый пункт — село Аугуставас.

## Население
| 1931                           | 1959 | 1970 | 1979 | 1989 | 2001 | 2011 |
| ------------------------------ | ---- | ---- | ---- | ---- | ---- | ---- |
| 37                             | 23   | 35   | 10   | 5    | 5    | 2    |
| Гистограмма динамики населения |      |      |      |      |      |      |